# Судярве
Судярве (Судерве, Судерва; лит. Sudervė, пол. Suderwa) — деревня на территории самоуправления Вильнюсского района, в 16 км к северо-западу от Вильнюса, в 8 км от магистрали Вильнюс — Паневежис. Располагается между озёрами Вилноя и Реше, при речке Судярвеле (правый приток Вилии). Шоссе соединяет Судярве с Авиженяй, Вильнюсом, Дукштос. Центр староства площадью 7911 га, включающего 33 деревни, с населением свыше более 2400 жителей.

## Инфраструктура

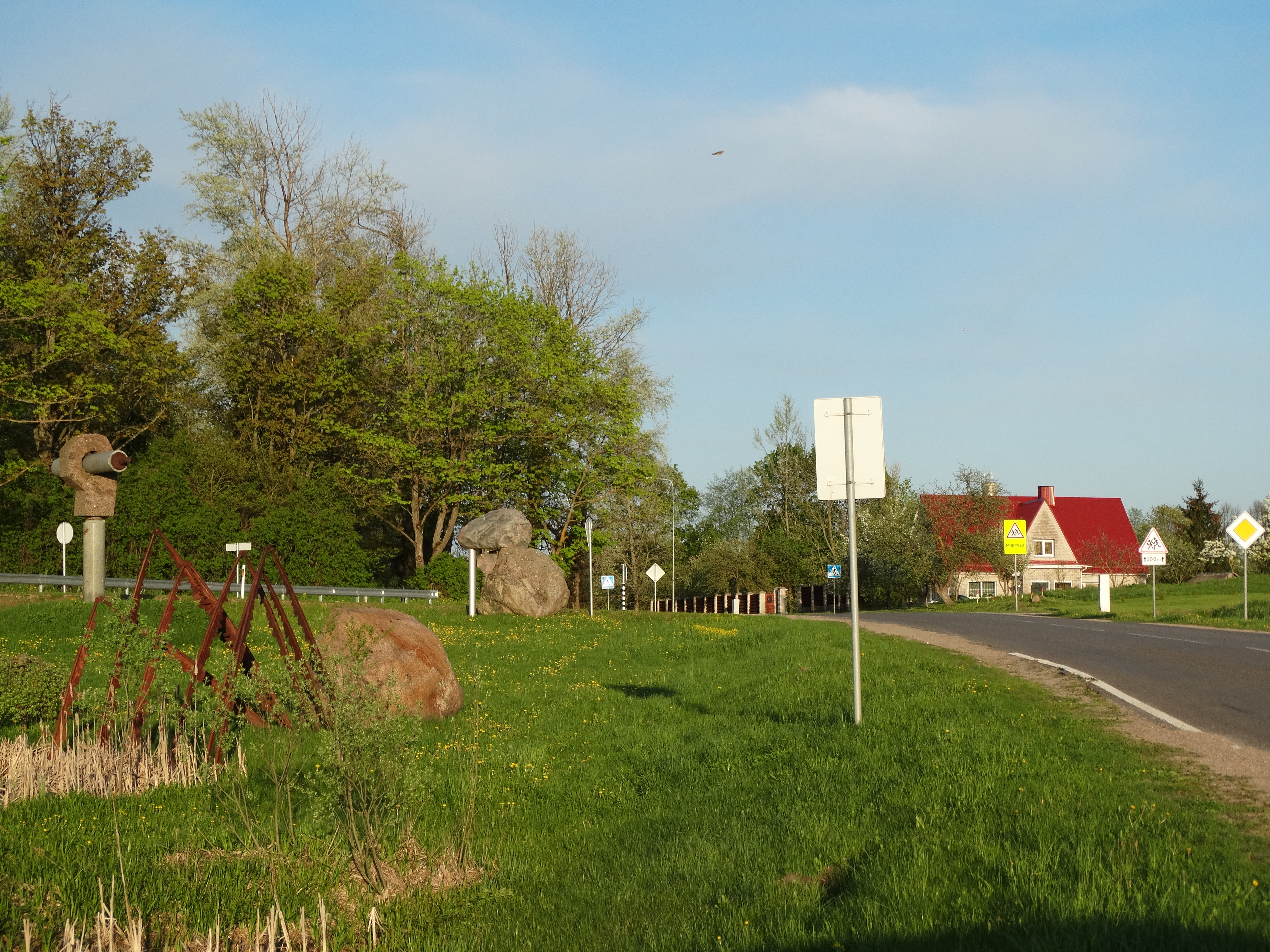
Въезд в Судярве

В деревне находится костёл Пресвятой Троицы, имеются почта, основная школа имени Мариана Здзеховского (до 1947 года начальная, в 1947—1986 годах семилетняя, восьмилетняя, девятилетняя; преподавание на польском языке), центр культуры, библиотека (основана в 1950 году).
Сохранились фрагменты усадьбы — дворец в стиле классицизма (первая половина XIX века; в начале XX века частично реконструирован) и другие постройки.
У озера Вилноя расположен одноименный парк скульптур.

## Костёл Пресвятой Троицы

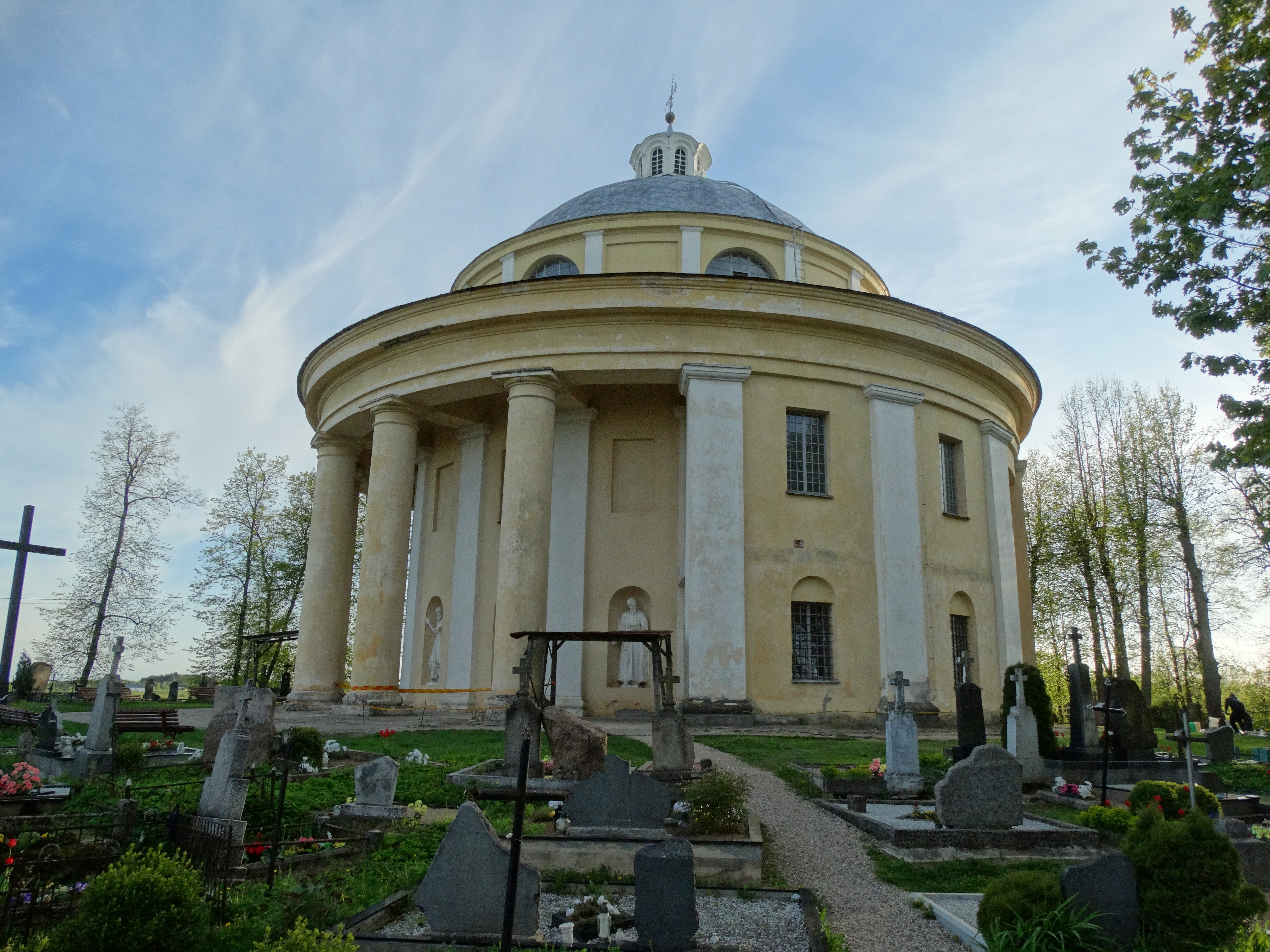
Костёл Пресвятой Троицы

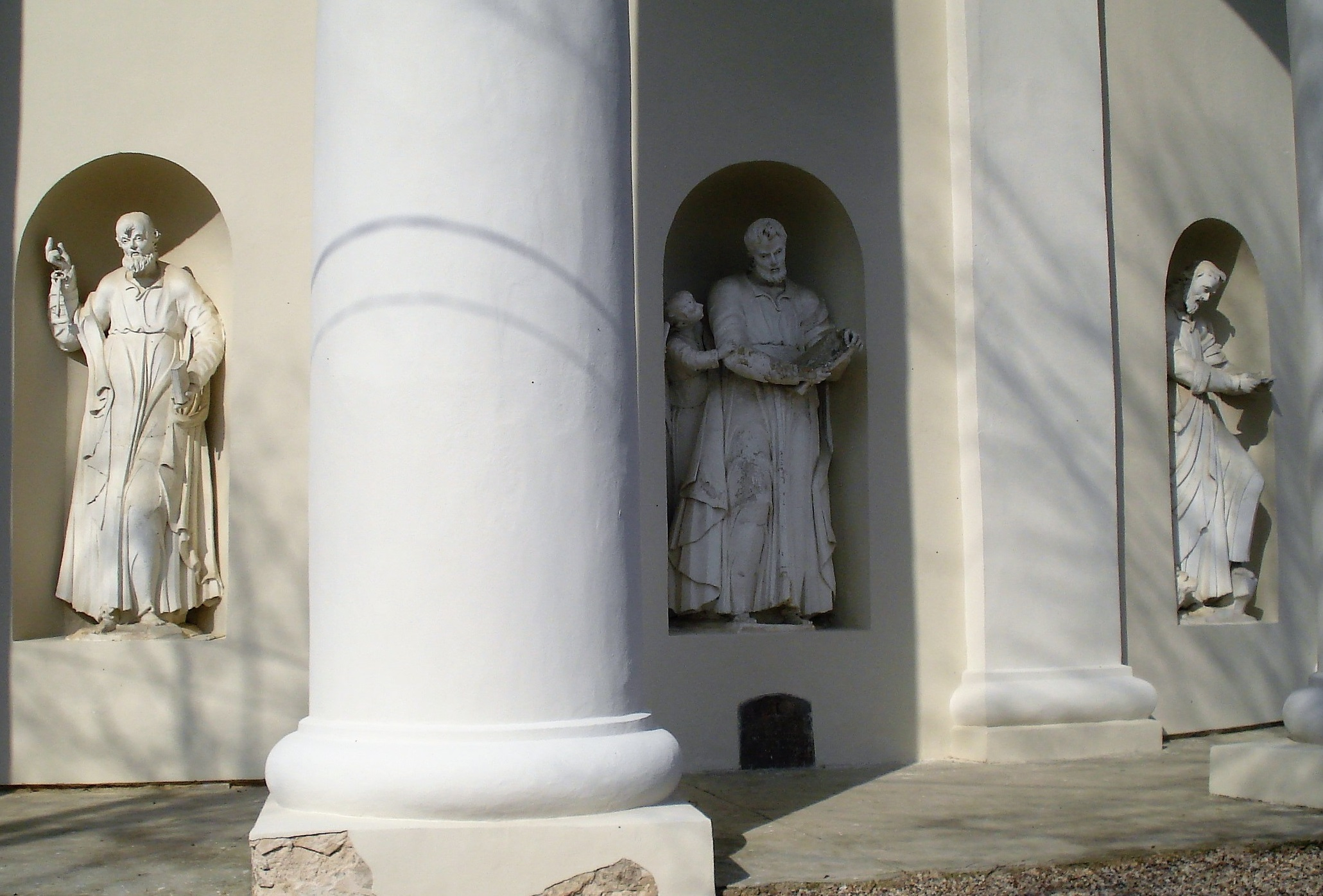
Статуи костёла Святой Троицы

Ансамбль костёла XIX века — памятник культурного наследия национального значения; включён в Регистр культурных ценностей Литовской Республики (код 1031).
Костёл и колокольня, опоясанные оградой, располагаются на холме. Храм строился в 1803—1822 годах, предположительно по проекту архитектора священника Вавжинца Борткевича (Лауринас Боркявичюс; Laurynas Bortkevičius), ремонтировался под руководством архитектора Фомы Тышецкого в 1852 году. Здание обновлялось в 1876, 1883, 1903, 1927 годах. Здание костёла в форме ротонды с куполом, с колоннадой шести дорических (по версии некоторых искусствоведов, тосканских) колонн.
Фасад в стиле классицизма с арочными нишами, в которых установлено шесть деревянных скульптур (все 1820 года; среди них статуи четырёх евангелистов и двух апостолов Петра и Павла; скульптор Игнацы Гульман, он же Игнацы Пульман, Ignotas Pulmanas). Интерьер украшен росписью стен и купола первой половины XIX века и большой алтарной картиной художника Наполеона Иллаковича. Имеются 10 барочных скульптур ангелочков (XVIII век), орган, картины XIX века. Колокольня в стилистике историзма сооружена в 1929 году (архитектор Ян Боровский). Территорию костёла окружает ограда с воротами (вторая половина XIX века).

## История

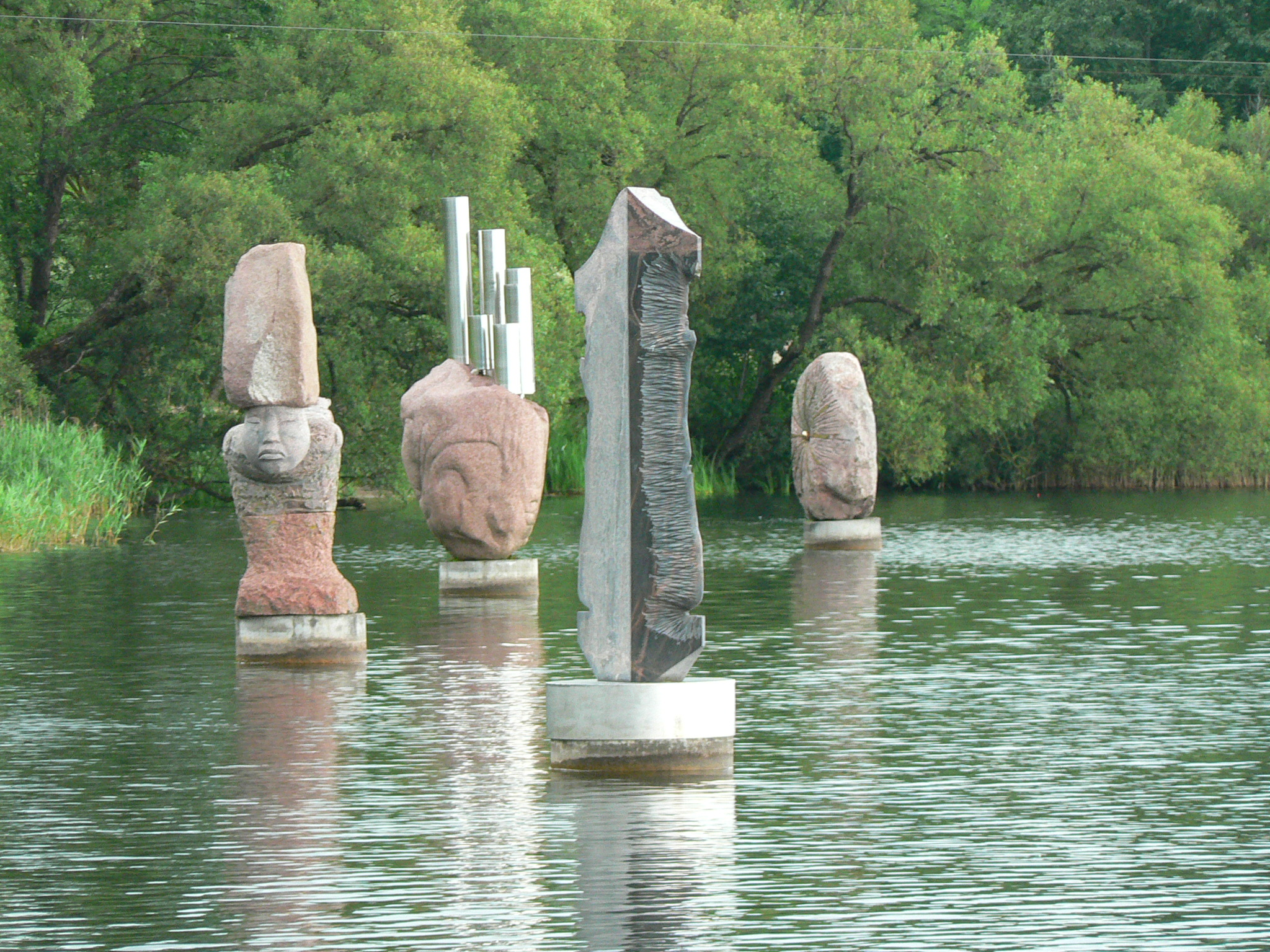
Парк скульптур

Поместье Судерва упоминается с 1493 года. В 1594 году Судерва была приписана к виленскому православному братству Святой Троицы. Братство в 1669 году продало деревню виленскому иезуитскому новициату. Во второй половине XVIII века Судерву приобрёл виленский епископ Игнацы Якуб Масальский и в 1782 году построил костёл. В 1783 году основан приход. Позднее поместьем владел епископ Валенты Волчацкий. В 1873 году в деревне насчитывалось 11 домов.
В 1920—1939 годах Судерве входила в Виленский край, принадлежавший Польше. Усадьба в Судерве принадлежала профессору Университета Стефана Батория Мариану Здеховскому.
В советское время Судярве была центром апилинки и колхоза.

## Население
В 1873 году было 69 жителей, в 1959 — 84, в 1970 — 147, в 1979 — 188, в 1989 — 397, в 2001 — 459 жителей. В настоящее время насчитывается 562 жителя (2012).